# 花房職秀
花房職秀（1549年—1617年3月18日）是日本戰國時代至江戶時代初期的武將。宇喜多氏家臣，後來成為德川氏家臣。父親是花房職勝（職治）。
花房氏自稱清和源氏足利氏的末裔，真偽不明。

## 生平
在天文18年（1549年）出生。父親職勝仕於備前國戰國大名宇喜多氏。
永祿10年（1567年），以足輕大將身份出陣，並在各地戰鬥。永祿12年（1569年），在備中國與毛利元就的四男穗井田元清交戰。天正5年（1570年），在美作國建築荒神山城，並負責經營。天正5年（1577年），與赤松氏、浦上氏交戰。天正7年（1579年），受主君宇喜多直家之命，攻陷後藤勝基的三星城，令其滅亡。
此後，宇喜多氏從屬於織田信長、豐臣秀吉。天正18年（1590年），在豐臣氏發起的小田原征伐中，亦有從軍。文祿4年（1595年），向宇喜多秀家諫言不要重用長船綱直一事，差點被殺，因為秀吉的仲介而無事，並在德川家康斡旋後，改為受常陸國佐竹義宣軟禁（一說指此事成為宇喜多氏在慶長4年（1599年）爆發御家騷動的遠因）。
慶長5年（1600年），在關原之戰中，在家康之下奮戰，受賜8千石所領，並列為旗本寄合席。慶長19年（1614年），在大坂之陣中，以年老之驅乘輿指揮，戰後，領地沒有加增。此後，毎年向被流放到八丈島的舊主秀家送予20俵米。
在元和3年（1617年）死去。享年68歲。墓所在岡山縣岡山市高松的妙玄寺。

## 人物、逸話
- 武勇優秀、剛直之士。無所畏懼地諫言，在小田原征伐中，秀吉在石垣山城舉行能劇、演藝等風流事，完全不攻城。在城門遇見秀吉時，被責令下馬，回答「面對膽怯的大將，無必要下馬」，就在因為不敬而遭斬擊之際，經主君秀家調停，最後反而得到賞識，並加增領地。

## 登場作品
小説
- （作者：司馬遼太郎，新潮文庫，收錄在）

## 外部連結
- 武家家伝＿花房氏 （页面存档备份，存于）